# Liberté d'éducation

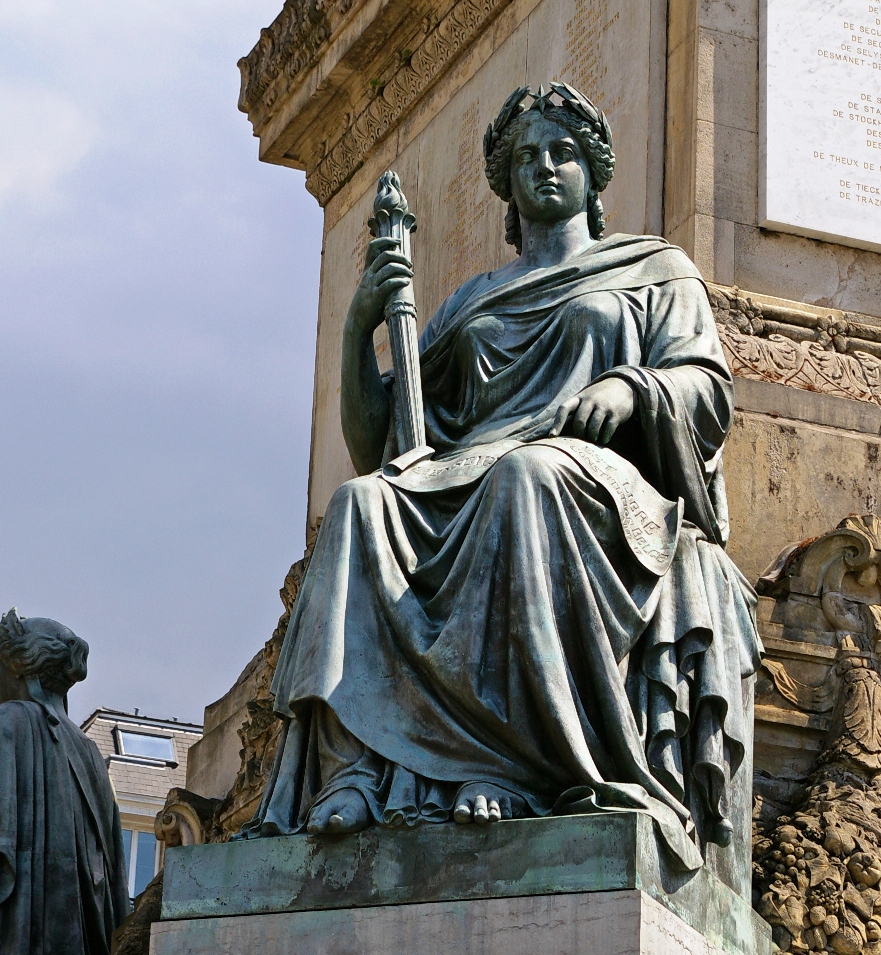
Statue allégorique de la colonne du Congrès, à Bruxelles, représentant la liberté d'éducation.

La liberté d'éducation est le droit pour tout parent de choisir les orientations de l'éducation qui est donnée à ses enfants (Article 5 de la Convention internationale des Droits de l'Enfant - CIDE) :

« L’État doit respecter les droits et responsabilités des parents et des membres de la famille élargie de guider l’enfant d’une manière qui corresponde au développement de ses capacités. »

Ce droit implique la liberté de choisir le mode d'instruction pour son enfant entre les écoles publiques, privées sous-contrat ou hors contrat ou encore dans le cadre de l'instruction en famille.
Cette liberté n'est possible que s'il existe une offre alternative à l'enseignement d'État, et elle est donc quelquefois confondue avec la liberté d'enseignement, droit d'ouvrir une école, qui en est l'un des préalables.
Les autres conditions nécessaires à une réelle liberté d'éducation sont la pluralité des options, les possibilités techniques réelles d'accès à cette offre et l'absence d'obstacles financiers.
Dans certains pays l'inscription dans un système public, ou dirigé par le gouvernement, est obligatoire et les individus ne sont pas autorisés à fonder des écoles sans autorisation. En principe la liberté d'éducation entraîne la suppression de tout monopole.

## Protection légale de la liberté d'éducation
La liberté d'éducation a été incluse dans plusieurs constitutions (Article 2 du premier Protocole additionnel), la Constitution belge et la Constitution néerlandaise et dans la Convention européenne des droits de l'homme (art 2 du premier protocole) et dans le Pacte international relatif aux droits économiques, sociaux et culturels (art 13, section 3 et 4). Cependant, il n'y a pas de contrôle de la constitutionnalité des lois aux Pays-Bas, ce qui ne rend pas opposable la constitution. Au niveau européen, dans l'affaire Wunderlich contre Allemagne, la cour européenne des droits de l'homme valide l'interdiction allemande de l'instruction à domicile.
Aux États-Unis la liberté d'éducation n'est pas explicitement garantie par la Constitution mais elle a été réglementée comme faisant partie des « libertés des citoyens des États-Unis ».[évasif] Par l'arrêt Pierce v. Society of Sisters (en), la Cour suprême autorise les parents à inscrire leurs enfants ailleurs qu'à l'école publique.
L'article 42 de la Constitution de l'Irlande protège la liberté d'éducation. Dans une décision de 1998, la Haute Cour confirme ce droit, du moment qu'une « éducation morale, intellectuelle et sociale minimale » est donnée.
En France, les enfants sont soumis à l'obligation scolaire à partir de l'année civile où ils ont trois ans. Ils doivent soit être inscrits dans un établissement d'enseignement, soit être déclarés chaque année en Mairie et obtenir l'autorisation de l'Éducation nationale pour l'instruction en famille. La progression de l'acquisition des connaissances et compétences est vérifiée pour les enfants instruits en famille ou dans des établissements hors contrat. En pratique, il est révélé en 2021 que les inspecteurs d'académie ne visitent que 70 % des familles pratiquant l'instruction à domicile.